# ドッドソン・ラムスール
スティーブン・ドッドソン・ラムスール（Stephen Dodson Ramseur、1837年5月3日-1864年10月20日）は、南北戦争の南軍で最も若い将軍の一人である。シェナンドー渓谷におけるシーダークリークの戦いで致命傷を負った。

## 初期の経歴
ラムスールは通常そのファーストネームを使わず、親しい友人からは「ドッド」と呼ばれていた。ラムスールはノースカロライナ州リンカーントンで生まれ、ダビッドソン大学に入学してやはり後に南軍の将軍となったダニエル・ハーベイ・ヒルの元で数学を学んだ。続いて陸軍士官学校に入学し、1860年に卒業して少尉に任官され、南北戦争の開戦直前まで第3および第4アメリカ砲兵連隊に配属された。

## 南北戦争
ラムスールはノースカロライナ州がアメリカ合衆国から脱退するのを待たず、アラバマ州で南軍に入隊したが、直ぐに第10ノースカロライナ州民兵隊に転属となった。1861年5月27日には第3ノースカロライナ歩兵連隊の中佐になった。7月に馬から投げ出されたときに鎖骨をおる怪我をし、翌年春まで現役に携われなかった。

### 半島方面作戦
1862年の半島方面作戦の開始時点で、ジョン・マグルーダー准将師団で砲兵隊を指揮していたが、1862年4月12日に第49ノースカロライナ歩兵連隊の大佐に選出された。七日間の戦いでは、マルバーンヒルの戦いで初めて重要な戦闘に参加して、北軍の強固な防御陣地に対して無益な突撃を率い、右腕に重傷を負った。その腕はめちゃめちゃに潰れて麻痺してしまい、治療のために故郷に戻った。アンティータムの戦い後に休暇から戻り、ストーンウォール・ジャクソン中将軍団ロバート・E・ローズ准将師団の4個ノースカロライナ連隊からなる1個旅団を指揮した。1862年11月1日、25歳で准将に昇進し、当時の南軍では最年少の将軍となった。これは多くの戦いに参戦できなかった者にとって目覚しい昇進であったが、ロバート・E・リーがマルバーンヒルでのラムスールの攻撃的な行動に強く印象付けられていたからだった。

### チャンセラーズヴィル
チャンセラーズヴィルの戦いでは、1863年5月2日に北軍右翼に対するジャクソンの有名な側面攻撃で旅団を率いた。ジャクソンが致命傷を負った後でJ・E・B・スチュアート少将が一時的な軍団長となり、その旅団の攻撃的な猛攻に対して万歳三唱を命じ、ラムスールの少将昇進を推薦した。しかしこれは翌年まで実現しなかった。ラムスールの旅団は他の旅団の前にあまりにも早く動いてしまって敵の攻撃に曝され、弾薬も尽きてしまうという結果になったので、実際には過度に攻撃的な行動だった。その得た陣地を確保するために隣接する旅団から大急ぎで援軍を差し向ける必要があった。ラムスールの旅団はこの戦闘で50%以上という高い損失率を出し、他の南軍旅団よりも高い数字だった。翌日、ラムスールは再度、このときは足を負傷した。リー将軍は戦闘後にラムスール旅団について次のように書いた。

### ゲティスバーグ
1863年7月1日、ゲティスバーグの戦いでは、北軍第1軍団の右側面に対して、オークヒルから南にローズが猛攻をかけさせた5個旅団の中にラムスールの旅団があった。ラムスールは初めは予備隊だったが、アルフレッド・アイバーソン准将とエドワード・A・オニール准将の各旅団の攻撃が失敗した後で、この猛攻が尻すぼみにならないようラムスール旅団が前進する必要性が生じた。ラムスールは直接攻撃を繰り返すよりも、マンマスバーグ道路を渡って左への旋回を選び、防御側を後方から攻撃して壊走させ、町を抜けての撤退に追い込んだ（この猛攻はアイバーソンとオニールによる時に比べて、北軍が2個旅団から1個旅団に減っており、しかも弾薬が尽き掛けていたので、以前よりも難しくなかった）。ラムスールはセメタリーヒルの麓で敵軍の追撃を止めるよう命令されたときに戸惑った。これはラムスールにとってはゲティスバーグでの最後の戦闘になった。ローズの師団は次の2日間、セメタリーヒルの直ぐ北西でなす術もなく留まっており、最後は北バージニア軍と共にバージニア州に引き返した。この後、ラムスールは休暇を得て故郷に帰ってエレン・E・"ネリー"・リッチモンドと結婚し、南軍の冬季宿営所で3ヶ月間を共に過ごした。

### 荒野
1864年、北軍ユリシーズ・グラント中将のオーバーランド方面作戦緒戦となった荒野の戦いでは、ラムスールは再度予備隊に留め置かれた。1864年5月7日、その旅団が前進を命じられ、ラムスールの所属する軍団の側面を衝こうとしていた北軍アンブローズ・バーンサイド少将の第9軍団を強打した。バーンサイドの部隊を半マイル (800 m) も後退させたその勇敢な攻撃に対して、リーも軍団長のリチャード・イーウェルも称賛を惜しまなかった。スポットシルバニア・コートハウスの戦いでは、北軍ウィンフィールド・スコット・ハンコック少将の第2軍団がミュールシューの「ブラッディ・アングル｣に猛攻を掛けたあとでラムスール旅団が反撃した。この戦争のなかでも最大級に激しいものとなった悲壮な白兵戦が20時間以上も続いた。ラムスールはこの戦闘中に乗っていた馬から右腕に抜ける銃弾を受けて再度負傷したが、戦場を離れることを拒んだ。

### 少将
スポットシルバニアの後でジュバル・アーリー少将がイーウェル軍団の指揮を執ることになった時に、ラムスールはアーリー師団の指揮を引き継いだ。1864年6月1日に少将への暫定昇進となり、南軍で少将に昇進したウェストポイント（陸軍士官学校）出としては最も若い者になった。ラムスールはコールドハーバーの戦いに参戦し、グラントのピーターズバーグ占領を阻止する最初の師団となった。

### 1864年のバレー方面作戦
1864年6月のバレー方面作戦で、リー将軍はラムスールとアーリー軍団全体でシェナンドー渓谷に進出し、北軍をピーターズバーグから引き離すよう指示した。この軍団は長期にわたってうまく渓谷を襲撃しながら下り、メリーランド州に入り、ワシントンD.C.郊外まで到達したが、その後に後退した。グラントはフィリップ・シェリダン少将を派遣してアーリー軍を渓谷から追い出そうとした。1864年9月19日、シェリダンはオペクォンの戦い、あるいは第三次ウィンチェスターの戦いと呼ばれるもので、南軍を攻撃した。ラムスール師団はスティーブンソン補給庫近くで北軍の強力な猛襲にあって壊走した。ラムスールは公然と涙を流し、撤退した兵士達を子供っぽく詰ったと伝えられている。このとき同僚のローズが致命傷を負った。

### シーダークリークおよび死
1ヶ月後の10月19日、アーリーはシーダークリークの戦いで急襲を敢行して北軍の3分の2を壊走させたが、その軍隊は飢えて疲れ切っていたので隊を乱して北軍宿営所の略奪にかかってしまった。ラムスールはなんとかその師団の兵士達数百名を集めて、シェリダンが反撃して来たときに南軍前線の中央に立ちはだかった。この部隊は1時間半以上も北軍の猛攻に耐えた。ラムスールは自隊の鼓舞に大きな勇敢さを示していたが、自身はこれみよがしに乗馬して間断ない銃火を引き付けていた。ラムスールは腕を負傷し、乗っていた馬も撃たれた。２頭目の馬も殺された。3頭目に跨っているときに両肺を撃たれて落馬し、後に北軍兵に捕まった。
ラムスールは翌日、バージニア州ミードウミルズ近く、ベルグラブ邸宅にあったシェリダンの作戦本部で死んだ。最後の言葉は「私の大事な妻に伝言してくれ。私はキリスト教徒として死に、天国で彼女に会えると望んでいる」だった。戦闘の前日にラムスールの最初の娘が生まれたという報せが入っていた。ラムスールは生まれ故郷のリンカーントンに近いセントルークス聖公会墓地に埋葬されている。
シーダークリークでのラムスールに関するジュバル・アーリーの証言はラムスールの人となりとその功績を要約している。

## 遺産
ノースカロライナ州ランドルフ郡東部のラムスールの町は、ラムスールの栄誉を称えて名付けられた。